# The Rose that Grew from Concrete
A 2000-ben megjelent The Rose that Grew from Concrete album a legendás Tupac Shakur leghíresebb idézeteit, költeményeit és írásait tartalmazza, híres előadók előadásában. A lemez Tupacnak állít emléket. Közel fél évtizeddel később, 2005-ben jelent meg a folytatás, The Rose vol. 2 címmel.

## Számok
1. "Tupac Interlude"
2. "Wake Me When I'm Free"
3. "Can U C the Pride in the Panther"
4. "When Ure Heart Turns Cold"
5. "U R Ripping Us Apart"
6. "Tears of a Teenage Mother"
7. "God"
8. "And Still I Love You"
9. "Can U C the Pride in the Panther"
10. "If There Be Pain"
11. "A River That Flows Forever"
12. "The Rose That Grew from Concrete"
13. "In The Event Of My Demise"
14. "What of a Love Unspoken"
15. "Sometimes I Cry"
16. "The Fear in the Heart of Man"
17. "Starry Night"
18. "What of Fame"
19. "Only 4 the Righteous"
20. "Why Must You Be Unfaithful"
21. "Wife 4 Life"
22. "Lady Liberty Needs Glasses"
23. "Family Tree"
24. "Thug Blues"
25. "The Sun and the Moon"